# Chủ nghĩa dân tộc mới
Chủ nghĩa dân tộc mới  là một loại chủ nghĩa dân tộc đã nổi lên vào giữa những năm 2010 ở châu Âu và Bắc Mỹ và ở một mức độ nào đó cũng xuất hiện ở các khu vực khác. Nó được liên kết với một số thái độ chính trị, như chủ nghĩa dân túy cánh hữu, chống toàn cầu hóa, chủ nghĩa tự nhiên,  chủ nghĩa bảo hộ, phản đối nhập cư,  phản đối Hồi giáo và Hồi giáo, bài Trung Quốc, và chủ nghĩa hoài nghi châu Âu khi có thể. Theo một học giả, "kháng chiến dân tộc đối với chủ nghĩa tự do toàn cầu hóa ra là lực lượng có ảnh hưởng nhất trong chính trị phương Tây" vào năm 2016. Những biểu hiện đáng chú ý đặc biệt của chủ nghĩa dân tộc mới bao gồm bỏ phiếu cho Brexit trong cuộc trưng cầu dân ý Liên minh châu Âu năm 2016 của Vương quốc Anh và cuộc bầu cử năm 2016 của Donald Trump với tư cách là Tổng thống thứ 45 của Hoa Kỳ.

## Tổng quan và đặc điểm
Viết cho Politico, Michael Hirsh mô tả chủ nghĩa dân tộc mới là "sự bác bỏ  cay đắng đối với chủ nghĩa dân túy, đối với hiện trạng mà giới tinh hoa toàn cầu đã áp đặt lên hệ thống quốc tế kể từ khi Chiến tranh Lạnh kết thúc, và những cử tri có thu nhập thấp hơn đã quyết định hiểu là không công bằng."  Michael Brendan Dougherty đã viết trong The Week rằng chủ nghĩa dân tộc mới là một "cuộc nổi dậy của người theo chủ nghĩa rộng lớn" chống lại chính trị sau Chiến tranh Lạnh từ lâu "đặc trưng bởi một chính thống của thương mại tự do, nuôi dưỡng nền kinh tế dịch vụ, sắp xếp giao dịch tự do, và tự do hóa chính sách nhập cư." 
The Economist đã viết vào tháng 11 năm 2016 rằng "những người theo chủ nghĩa dân tộc mới đang tiến lên những lời hứa sẽ đóng cửa biên giới và khôi phục xã hội về một sự đồng nhất trong quá khứ". Clarence Page đã viết trên tờ Las Vegas Sun rằng "một chủ nghĩa dân tộc mới của bộ lạc mới đã sôi sục trên chính trường châu Âu và ở một mức độ thấp hơn ở Hoa Kỳ kể từ cuộc khủng hoảng kinh tế toàn cầu năm 2008 ", và Ryan Cooper viết trên The Week và các nhà nghiên cứu thuộc Trung tâm nghiên cứu chính sách kinh tế  đã liên kết chủ nghĩa dân túy cánh hữu thế kỷ 21 với cuộc suy thoái lớn. Theo nhà lý luận chính trị Harvard Yascha Mounk, "sự đình trệ kinh tế giữa những người da trắng thuộc tầng lớp trung lưu và trung lưu [đã] là động lực chính cho sự trỗi dậy của chủ nghĩa dân tộc trên toàn cầu."  Theo học giả tôn giáo Mark L. Movesian, chủ nghĩa dân tộc mới "đặt nhà nước quốc gia chống lại các chế độ tự do, siêu quốc gia như EU hay NAFTA, và các phong tục và truyền thống địa phương, bao gồm cả truyền thống tôn giáo, chống lại xu hướng bên ngoài." 